# Väst-Svenska Kuriren

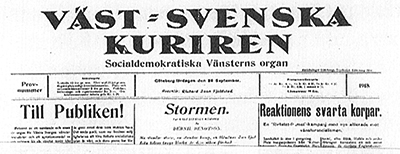
Väst-Svenska Kuriren

Väst-Svenska Kuriren var en dagstidning utgiven i Göteborg 1918-1933. 
Den startades i september 1918, som en konsekvens av den  socialdemokratiska partisplittringen 1917 och utgjorde organ för det västsvenska distriktet av Sveriges socialdemokratiska vänsterparti, vilket 1921 blev Sverges kommunistiska parti. Efter kommunistpartiets sprängning 1929 gick tidningen över till den så kallade Kilbomsfalangen, som utvecklades till Socialistiska partiet. 
Tidningens upplaga varierade mellan 1000 och 4000 exemplar och utkom vanligtvis med två nummer per vecka. I början av 1920-talets depression var utgivningen endast en gång per vecka, men i april 1923 blev den åter tvådagarstidning, för att slutligen i juli 1931 övergå till veckoutgivning. Den  lades ned helt 1933. Störst var upplagan under åren 1926-1929.
Tidningens redaktörer:
- 1918–1921: Richard J:son Fjeldstad
- 1921–1922: K.S. Greek
- 1922–1931: Einar Adamson. Partiet försökte avsätta honom redan 1927, men han kvarstod till dess han 1931 slutade frivilligt för att överta utgivningen av den privata vänstertidningen Minareten.
- 1931–1933: Robert Johansson